# Tetracloruro de vanadio
El tetracloruro de vanadio es el compuesto inorgánico con la fórmula VCl4. Este líquido de color marrón rojizo se utiliza como reactivo para preparar otros compuestos de vanadio.

## Síntesis, enlace y propiedades básicas
Con un electrón de valencia más que el TiCl4 diamagnético, el VCl4 es un líquido paramagnético. Es uno de los pocos compuestos paramagnéticos que son líquidos a temperatura ambiente
El VCl4 se obtiene mediante cloración del vanadio metálico. En esta reacción no se forma VCl5, ya que el Cl2 carece de poder oxidante para atacar al VCl4. Sin embargo, el VCl5 puede prepararse indirectamente a partir del VF5 a -78 °C. 

## Reacciones
De acuerdo con su alto poder oxidante, el VCl4 reacciona con el HBr a -50 °C para producir VBr3. La reacción continúa a través del VBr4, que libera Br2 al calentarse a temperatura ambiente. 
2 C6H5OH + 2 VCl4 → HOC6H4–C6H4OH  +  2 VCl3 + 2 HCl
El VCl4 forma aductos con muchos ligandos donantes, por ejemplo, VCl4(THF)2.
Es el precursor del dicloruro de vanadoceno.

### Química orgánica
En síntesis orgánica, el VCl4 se utiliza para el acoplamiento oxidativo de fenoles. Por ejemplo, convierte el fenol en una mezcla de bifenoles 4,4'-, 2,4'- y 2,2'-: 
2 VCl4 + 8 HBr → 2 VBr3 + 8 HCl + Br2

## Aplicaciones
El VCl4 es un catalizador para la polimerización de alquenos, especialmente los útiles en la industria del caucho. La tecnología subyacente está relacionada con la catálisis de Ziegler-Natta, que implica la intermediación de alquilos de vanadio.

## Consideraciones de seguridad
El VCl4 es un oxidante volátil y agresivo que se hidroliza fácilmente para liberar HCl.